# Бойко, Богдан Фёдорович
Богда́н Фёдорович Бо́йко (укр. Богдан Федорович Бойко; род. 29 сентября 1954, Подъярков, Львовская область) — украинский государственный и политический деятель, председатель «Народного руха Украины за единство», председатель Тернопольского областного совета (1992—1994), председатель Тернопольской областной государственной администрации (1996—1998), народный депутат Украины 1-го, 2-го и 3-го созыва.

## Биография
Родился 29 сентября 1954 года в селе Подъярков. Украинец, отец Федор Михайлович (1929) и мать Анна Петровна (1930) — пенсионеры; жена Надежда Михайловна (1968) — экономист; дочь Ольга (1975) — экономист; сыновья Остап (1990), Богдан.
Образование: Львовский государственный университет имени Ивана Франко, эк. факультет (1971—1976), экономист; аспирант при кафедре политэкономии, Львовский университет (1979—1982); кандидатская диссертация «Эффективность товарного оборота средств производства в период развитого социализма» (1982).
1982—1986 — ассистент кафедры политэкономии, Львовский сельскохозяйственный институт.
1986—1990 — ст. преподаватель кафедры философии и политэкономии, Тернопольский педагогический институт.
С 1990 — 1-й заместитель председателя исполкома, Тернопольский областной совет народных депутатов.
С 15 января 1992 — председатель исполкома и облсовета.
Апрель 1992 — июнь 1994 — председатель, Тернопольский областной совет народных депутатов.
7 сентября 1996 — 20 апреля 1998 — председатель Тернопольской облгосадминистрации.
С 1990 — сопредседатель, председатель Тернопольской краевой рады Руха.
1993 — сопредседатель Тернопольского краевого совета Руха.
1995—1999 — заместитель председателя НРУ,
1995—1997 — в. а. председателя, председатель секретариата НРУ.
22 ноября 2009 — награждён Орденом князя Ярослава Мудрого V степени.

## Народный депутат Украины1-го созыва
Выдвинут кандидатом в Народные депутаты избирателями пгт. Гримайлов.
4 марта 1990 года избран народным депутатом Украины 1-го созыва, 1-й тур 82,06 % голосов, 5 претендентов.
- Тернопольская область
- Подволочиский избирательный округ № 361
- Дата принятия депутатских полномочий: 15 мая 1990 года.
- Дата прекращения депутатских полномочий: 10 мая 1994 года.

Входил в «Народной Рады», фракция Народного руха.
Член Комиссии ВР Украины по вопросам народного образования и науки
Народный депутат Украины 2-го созыва избран Гусятинский выб. окр. № 360, Тернополе. область., выдвинут. НРУ. член Комиссии по вопросам базовых отраслей и соц.-эк. развития регионов. член фракции НРУ.
Народный депутат Украины 3-го созыва от НРУ, № 7 в списке. На время выборов: председатель Тернополе. облгосадмин., род. деп. Украины, член НРУ. член фракции НРУ (05.1998-12.99), член фракции НРУ (первой) (12.1999-01.2001; с 04.2000 — фракция НРУ), член Комитета по вопросам прав человека, нац. меньшинств и міжнац. отношений (с 04.2000). член Комитета по вопросам пром. политики (07.1998-04.2000).
04.2002 — кандидат в народные депутаты Украины от блока «НРУ», № 1 в списке. На время выборов: нар. деп. Украины, член НРУ за единство.
Канд. в Президенты Украины на выборах 2004 г. В 1-м туре 12793 голоса (0.04 %), 17-е место среди 24 прет.
03.2006 кандидат в народные депутаты Украины от НРУ за единство, № 1 в списке. На время выборов: председатель секретариата НРУ за единство.